# Лагат, Бернард
Бернард Кипчирчир Лагат (род. 12 декабря 1974 года, Капсабет) — американский легкоатлет кенийского происхождения. Двукратный призёр олимпийских игр и двукратный победитель чемпионатов мира по лёгкой атлетике.
Бернард родился в городе Капсабет. Окончил среднюю школу в 1994 году, где и начал заниматься лёгкой атлетикой.
В 1996 году поступил в университет сельского хозяйства в Найроби. Позже уехал в США, где поступил в университет штата Вашингтон. За время обучения три раза выигрывал национальную ассоциацию студенческого спорта на дистанциях на 1 миля, 3000 и 5000 метров.
На олимпийских играх 2000 года выступал за национальную сборную Кении на дистанции 1500 метров. В упорнейшей борьбе он завоевал бронзовую медаль, где уступил своему соотечественнику Ною Нгени и рекордсмену мира Хишаму Эль-Герружу. Следующим успехом была серебряная медаль на чемпионате мира в Эдмонтоне, где он выступал на 1500 метров. На олимпийских играх в Афинах завоевал серебряную медаль на 1500 метров.
7 мая 2004 натурализовался как гражданин США.
Золотой дубль оформил на чемпионате мира 2007 года, выиграв 1500 и 5000 метров. Он стал третьим человеком в истории после Пааво Нурми и Хишама Эль-Герружа, кому удавалось выиграть обе дистанции на одном турнире.
На XIV Чемпионате мира по лёгкой атлетике в помещении 2012 в Стамбуле (Турция) в возрасте 37 лет Бернард завоевал "золото" на дистанции 3000 метров, показав результат 7:41,44
Победитель соревнований Weltklasse in Karlsruhe 2013 года в беге на 3000 метров с результатом 7.34,71.
15 Февраля 2014 года на соревнования Millrose Games Бернард Лагат установил новый рекорд США в беге на 2000 метров в помещении — 4.54,74.
На XIV Чемпионате мира по лёгкой атлетике в помещении 2014 в Сопоте (Польша) Бернард завоевал "серебро" на дистанции 3000 метров, показав результат 7:55.22.
Бернард Лагат является семикратным победителем Чемпионата США по лёгкой атлетике на дистанции 5000 метров(2006-2008,2010-2011,2013-2014).
Победитель (неофициальный, т.к. не является гражданином Австралии) Чемпионата Австралии 2011 на дистанции 5000 метров.Список победителей Чемпионатов Австралии по лёгкой атлетике

## Полумарафон
17 марта 2013 года дебютировал на полумарафонской дистанции. Он занял 12-е место на Нью-Йоркском полумарафоне с результатом 1:02.33.